# Роденбах (Ханау)
Роденбах (нем. Rodenbach) — община в Германии, в земле Гессен. Подчиняется административному округу Дармштадт. Входит в состав района Майн-Кинциг. Население составляет 11 149 человек (на 31 декабря 2010 года). Занимает площадь 16,73 км².
Община подразделяется на 2 сельских округа.